# 着信アリ
『着信アリ』（ちゃくしんアリ）は、角川書店が刊行した秋元康原作のホラー小説シリーズである。
角川書店のメディアミックス展開により、映画、漫画、テレビドラマなどで発表されている。

## 概要
現代社会の必需品ともいえる携帯電話を題材にしており、死の予告電話がかかってきた人物がその予告通りに死を遂げるストーリー。主人公はすべて女性であり、日本、台湾、韓国などを舞台にしている。事件を起こす人や死の予告電話の元凶を作る人はすべて虐待やイジメ、迫害などで理不尽に心や体を傷つけられた者で、互いに共鳴しあい、事件を起こす。
米国では2008年1月4日には『ワン・ミス・コール』 (One Missed Call) というタイトルでハリウッドリメイク版が公開され、日本では2008年7月19日に角川による配給で公開された。有重陽一によれば、本作と『インストール』の制作には有重が大映時代からの企画を引きずっていたことが関係しているとされる。
原作者の秋元康は、映画化された経緯を振り返り「三池崇史という天才監督がいて、柴咲コウという女優がいて、堤真一という男優がいて、この座組（出演者の構成）ができたところで、もう負けはないんです」と話しており、大ヒットを確信していたことを明かしている。

## 携帯電話
このシリーズでは、携帯電話が重要な役割を演じている。被害者の受ける電話の特徴は次の通りである。
- 発信者は自分の携帯電話の番号である。
- 着信履歴に残る時刻は未来の時刻である。未来の時刻は不定で数分～数十分後という短いものから3週間～半年後という長いものまである。
- 着信メロディは登録の有無にかかわらずどの人も同じメロディが用いられ、自分の携帯電話が鳴っているとは気付かない場合もある。
- 音声による予告の場合は、留守番メッセージに被害者自身の声や周囲の音が入っている。予告時間になると録音されていたものと全く同じ音や声が発せられる。
- メールによる予告の場合は、被害者の死ぬときの写真や動画が添付されている。
- 被害者の携帯電話に登録されている電話番号から次の被害者が選ばれる（友人や恋人にかかって来やすい）。が、「着信アリ」で小西なつみの携帯を解約したにもかかわらず(解約時にデータがすべて消去された)、彼女の死後に中村由美に死の予告電話がかかってきたため、着信した時点で携帯電話のメモリーの中から次の犠牲者が選ばれている可能性が高い。そのため、死の予告電話を着信したあとにいくら携帯電話のメモリーを削除しても意味がない可能性が高い。死の予告を受けた次の被害者が死ぬと、上記と同じような行動をする（テレビドラマ『着信アリ』の場合は例外）。死に方は即死ではなく、苦しみながら死ぬことが多い（岡崎陽子が死の予告で電車に轢かれ、右手足を切断する重傷を負ったにもかかわらず即死ではなかった）。
- 被害者は、その着信時刻にその電話の内容通りのセリフを自分が口にしたことや音に気付き、自らの死を悟り苦しみながら死んでいく。まれに着信履歴の時刻より早く死ぬこともある（原作で妹尾刑事が予告時間の1日前に死亡している）。
- この予告を受けてしまうとその運命から逃れることは難しい。電源を切ったり、解約したり、破壊してもつきまとわれる。ただ、この予告を携帯電話の所有者以外の人が取れば、電話を受け取った人が身代わりとして死ぬことになる（『着信アリ2』で判明）。また、『着信アリ Final』では死の予告を受けても誰かに転送すれば、死の予告から逃れることができるが、転送できるのは、最初に着信を受けた人だけで転送された人はその予告を転送した人にも、他の人にも転送することができず、そのまま死んでしまう。犠牲を一人も出さずに死の運命から完全に逃れるにはそれを送る元凶をどうにかする必要がある（『着信アリ Final』では、元凶となっていた水沼美々子を主人公や周囲の人間が一致団結して存在そのものを消滅させている）。
- 携帯電話の機能が向上するたびに、その機能に応じて新しい予告の形態が現れる。逆に、携帯電話や電話などのなかった時代には、「死の予告手紙」が被害者の筆跡で送られてきていた（80年前に台湾のある炭鉱の近くの村の人々が一人を除いて全滅している）。内容は「何日後、または何か月後にこういう風にして死ぬ」といったもの。電話での予告の場合は、電話を取ると被害者自身の声で「お前はいつ、どこで、どのようにして死ぬ」という言葉を聞かされ、被害者はその予告通りに死ぬことになる。
- 被害者が死んだ後、口の中に赤黒い飴玉や台湾製の石炭が発見される。

## 着信アリ

### ストーリー
女子大生・中村由美（柴咲コウ）の友人でもある岡崎陽子や河合ケンジが、謎の死の予告電話によって次々と不可解な死を遂げていく。その死の予告電話の内容は、なぜか未来からの発信時刻で来ており、死ぬ瞬間の声や映像、画像が送られてきてその未来の時刻に差し掛かったとき、その通りに死んでしまうのである。
新たに死の予告電話を受けた小学校からの幼馴染みの友人・小西なつみ（吹石一恵）を救うため、由美は謎の男・山下弘（堤真一）の協力を得て事件の真相を追うが、彼女も今までと同様に予告通りにテレビの生放送中に悲惨な死を遂げる。そしてその直後、遂に由美自身が「死の予告電話」を受けてしまう。
山下は取り乱す由美を励ましつつ、彼女を救うため、事件の真相を懸命に追い続けた。その結果、呪いの元凶は水沼マリエという女性ではないかとの疑いが強くなっていった。彼女は娘二人を何度も病院に運び看病することで、良い母親を演じることに快感を得る代理ミュンヒハウゼン症候群という精神病を患っていたのではないかということから、この疑いが浮上した。
一方、由美も独自の調査を続け、移転前の旧加賀美病院があることを新加賀美病院から聞き出す。そして、ついにその呪いの元凶があるとされる旧加賀美病院を見つけた二人は、その真相を確かめるため、漆黒の闇に包まれた廃病院へと乗り込んでいく。

### 登場人物

#### 主要人物
中村由美 - 柴咲コウ/子供時代：山田さくや
どこにでもいそうな普通の女子大生。本作のヒロイン。
後に第二の美々子とも言われる。その名の通り、物語の終わりに差しかかったところで殺人鬼に豹変する。
幼い頃、母親から虐待を受けていた。守ってくれていた祖母が首を吊り、その現場を母親に障子の穴から無理矢理見せられたときに受けたショックから、覗き穴恐怖症となる。なつみ曰く、小学校の理科の実験の時顕微鏡の穴を覗くことができず、泣きじゃくったことがある。高校を卒業して家を出て以来、母親とは一度も会っていない。携帯の着メロが苦手でいつもバイブレータに設定している。
友人や知人が次々に変死を遂げていた頃、葬儀屋に勤めていた山下に出会い、共に死の予告電話の謎を解明していく。小学校の頃からの友人であるなつみを救うため奔走したが間に合わず、彼女の首が落ちた直後に携帯電話が鳴り、8月7日20時26分の予告を受ける。山下に何度も励まされつつ調査を続け、旧加賀見病院に乗り込み水沼毬恵の遺体を発見する。ゾンビと化して襲ってくる水沼を受け止め、かつて自分を虐待していた母親に接するように従順な姿勢を見せたところ、水沼の動きが止まり白骨化した。安心して山下と別れて家に帰り、シャワーを浴びた後、部屋の置時計の針がなぜか逆回転をし始める。ちょうど予告時間までに戻ったとき、水沼美々子に取り憑かれて殺人鬼に豹変、山下が真実を知って彼女の家に来た所を果物ナイフで腹部を刺した。急所を外していたためこの時点では殺人未遂で終わったが、その後彼を旧加賀美病院にて殺害した。
『着信アリ2』では、解離性同一性障害の患者として都立藤沢病院に収容された。病室で山下や彼女の母親を殺したと本宮刑事に明かした後、彼を殺害して失踪（映画版では山下を殺害後行方をくらまし、その後死体で発見される。本宮刑事は由美の死亡を聞き、死体の確認に行く途中で事故に遭って死亡する）。その後、2月9日に妹尾刑事の前に突然現れて殺害し、2月10日に多摩川で妹尾との入水自殺に見せかけて死亡（映画版では妹尾刑事は登場しない）。
小説版『着信アリ2』では、実の母を殺して「お婆ちゃんが寂しがらないように」という理由で祖母と同じ墓に埋めていた。警察の取り調べでこの事実を語った後、自殺した。
使用していた携帯はJ-PHONE（現・ソフトバンク）J-T09。
山下弘 - 堤真一
妹の律子の死亡に疑問を持ち、12年勤めた建築会社から葬儀屋に転職して独自の調査を行った。本宮と同じく、マスコミが嫌いである。
由美に協力し、事件の核心に迫った。旧加賀見病院で水沼毬恵を発見し事件を解決した後、毬恵が残したと思われるビデオテープを夢の木学園で見て、事件の発端が毬恵ではなく娘の美々子であることを知る。急いで車を走らせ、由美の元に駆けつけるも、時すでに遅く、美々子と共鳴して殺人鬼に豹変していた由美に果物ナイフで刺される。幸いにも刃は急所を外していたため、旧加賀美病院にて一命を取り留めたが、意識を取り戻した8月10日に見舞いに来ていた由美にカミソリで喉を切られて死亡する。『着信アリ』ではこれから殺されることを示唆するシーンで終わり、彼の死は『着信アリ2』の回想シーンで知ることができる。

#### 重要人物
水沼菜々子 - 清水聖波
毬恵の次女であり、姉の美々子とは異父姉妹。父親は毬恵の実の父親からの性的暴行で産まれた美々子とは違い、彼女が働いていたバーの客だったらしい。毬恵が失踪した後、養護施設「夢の木学園」に預けられた。美々子からの虐待が原因なのか話すことはできない（死の着信で死亡した被害者の口から出る飴玉と同じ飴玉を山下たちに見つけられた時、「早く良くなってね、ってお姉ちゃんがくれたの」と山下に語った）が、毬恵がビデオカメラで隠し撮りしていた美々子による虐待シーンを納めたビデオテープや、死の予告電話で死亡した遺体の口から落ちる飴玉と同じ飴玉を持っているなどして、一連の事件の謎を解く重要な鍵となった。
その後の動向は不明であるが、現在も施設で暮らしている模様。
丘 - 岸谷五朗（特別出演）
情報通の葬儀屋。水沼毬恵の情報を由美と山下に伝える。

#### 被害者
高島里奈（映画版では土屋里奈） - 伊藤かな
スキューバダイビングのサークルに所属している女子大生。2004年7月16日に、誰かが溺れているような音の入った留守電を聞く。その留守電の着信日付である23日10時47分、東伊豆の富戸海岸でダイビング中に何者かに足を引っ張られ、溺死する。陽子曰く、彼女のサークル仲間が引き上げた時、死に顔がものすごい形相であったとのことである。
使用していた携帯は不明。
山下律子 - 竹花梓
世田谷区職員で臨床心理士。水沼毬恵の娘への虐待について加賀見病院から相談を受ける。1月15日に住んでいたアパートの部屋から出火。全身に重度の火傷を負いながらもなぜか意識があり、医者からは「奇跡」と言われたらしい。その後運ばれた病院で死亡。警察には自殺と断定される。使用していた携帯はドコモP211iS（火事で焼け爛れていた）。突然の妹の死に、悲しみにくれる兄の弘が駆けつけた際、なぜか焼け爛れた口の中に赤い飴玉が入っていた。彼女の死をきっかけに弘は事件の真相を追い始める。
彼の携帯の着メロは律子が好きだったメロディーを設定している（原作ではディズニーの「星に願いを」だったが、映画版では別の着メロに変更されている）。
岡崎陽子 - 永田杏奈
高校時代は里奈の一つ上の先輩だった女子大生。河合健二の彼女（映画版では俊介という恋人がおり、ケンジに乗り換えようとしている）。7月26日、合コンの最中に自分の声と悲鳴の入った留守電を受け、合コンの参加者全員が内容を確認する。その着信時刻である28日23時04分、合コンの参加者の一人だった由美との電話の最中、同じ声と悲鳴を発して電車に轢かれ、右手右足切断の上、無残に死亡（なつみによると即死ではなかったらしい）。葬式のときに遺体の口の中に赤い飴玉が発見される。里奈の携帯のメモリーの中から選ばれて殺された。
映画版では、4月16日の夜、居酒屋のトイレで着信を受ける。着信履歴の日時は、4月18日の23時04分であった。
使用していた携帯はauA1301S。
河合健二（映画版では河合ケンジ） - 井田篤
大学生。陽子とつきあっていたが、なつみに乗り換える。8月3日に予告を受け、同日20時12分に鉄塔に登り、その送電線につかまり感電死する。
映画版では、4月21日15時34分として着信する。また、陽子やなつみとの交際はない。大学にて由美に留守電を聞かせた直後、エレベーターのドアの中に吸い込まれ（何者かの見えない手に引きずり込まれて）、6階から転落死する（なぜか上昇中のカゴに着地せず真下まで転落した）。岡崎陽子の携帯のメモリーの中から選ばれて殺された。
使用していた携帯はドコモN211iS。
小西なつみ - 吹石一恵
女子大生。8月3日深夜に携帯電話で画像が添付されたメールを受け取る。8月6日22時39分の着信になっており、画像は、なつみの顔とそれを両側から挟む青白い手の写真だった。時間が経過するにつれ徐々に手が首を回転する画像が送られてくる。この話をかぎつけたテレビ局が特番を組んで生放送を行い、何も起きないことを証明しようとしたが、放送中、予定時刻に現れた手が写真の通りになつみの首を一回転させた上で引き千切り死亡する。首は落ち、口の中から赤い飴が転がり出た。
映画版では、由美の家で着信し、履歴に残っていた日時は4月23日22時39分。メールには、なつみの後ろに見知らぬ女が写っている画像が添付されていた。すぐに携帯を解約するが、他人の携帯になつみの名前で着信してしまう現象が起こった。着信履歴は同じく同時刻であった。天道が見えない力で飛ばされた後、スタジオは大パニックになる。なつみは畳から出現した髪の毛に足をとられて座り込むと手の中には解約したはずの携帯があった。その後、美々子の呪いによって自らの腕で首を締め上げたあげく、引きちぎって絶命するという凄惨な最期を遂げた。河合健二の携帯のメモリーの中から選ばれて殺された。スタジオのカウンターがゼロになり、22時39分を示した直後に由美の携帯が着信。
使用していた携帯はauA5302CA。
天道白水 - 花木薫
インチキ霊能者。テレビの生放送中、なつみの御祓いを行うが、見えない力に突き飛ばされ（おそらく美々子の念力の力によるものとされる）、護摩壇の火が袈裟に移って全身が燃え上がり、大火傷を負う。しかし死亡するまでには至らなかった。
DVD『着信アリ』の特典ディスクにて『着信アリ1.2』という題で白水のストーリーがあり、死の着信を受け、間もなくタライが頭部を直撃し死亡した。
藤枝一郎 - 松重豊
東西テレビのバラエティ班プロデューサー。かなりの長身で、胡散臭い感じの男である。なつみを取材し生放送を企画した。番組終了後、夜通しで事情聴取を受けた翌朝に誰に向かって言ったのか「ざまあみろ」と言いながら職場の窓から飛び降り自殺した。死の予告電話に踊らされた人物ではあるが、霊とは直接関係なく死んだ。
映画版での安否は不明。
水沼毬恵（映画版では水沼マリエ） - 筒井真理子
美々子と菜々子の母親。当初、死の予告電話の重要人物と目された。16歳のときに実の父親から性的虐待によって美々子を身篭ってしまう（映画版では突然押入って来た男に強姦されて、身篭ったという設定に変更された）。しかし、当時彼女は宗教にハマっていたらしく、「この子には何の罪もない」と言って美々子を堕児しなかったため、母親の浩子に家を追い出されてしまう（映画版では美々子を産む事を望んでいなかった）。その後、1人で美々子を出産した。その後、働いていたバーで知り合った客との間の娘である菜々子を出産する。短期間のうちに娘の美々子と菜々子を何度も救急治療に運び込んでいたため、実の娘を虐待して病院に運び、看病して良い母親を演じる精神病（代理ミュンヒハウゼン症候群）にかかっていたのではないかと言われ、美々子の死後行方不明になり一連の事件の犯人と判断された。廃墟となっていた旧加賀見病院で由美を襲うが、由美が虐待されていた母親と重ねてひたすら謝ったことで戦闘意欲をなくし白骨化（成仏）する。しかし、菜々子が持っていた（ぬいぐるみに隠された）ビデオテープから、殺人鬼や呪いに関する疑いは晴れている。美々子による死の予告電話での最初の犠牲が毬恵で、美々子は彼女の携帯から他の携帯にアクセスしていた。
本宮勇作 - 石橋蓮司
世田谷署の刑事。誘拐された小学生の息子のことを、マスコミが神隠しとして報道したことが原因で息子が殺害される。以来マスコミとオカルト話が大嫌い。一連の事件を予告電話と結びつけ調査する山下を最初は疎ましく思っていたが、山下の懸命さに打たれ、一転して協力するようになる。山下が刺された夜、自ら刺したという山下の主張を聞き入れ由美を逮捕しなかったことを後悔し、山下が由美に殺されてから何度も由美に面会し捜査を続けた。時折、性格が変わる由美や鏡に映る美々子の姿を確認し、由美を拳銃で撃つ決心をするが、逆に返り討ちに合い、頭部を撃たれて死亡する。
『着信アリ2』の映画版では、山下を殺害した由美の件を受けて死の予告電話について探り続けており、孝子とも面識がある。原作ではワンの死体の口の中に飴玉があるかどうか確認しようとしていたのは妹尾刑事であるが、映画版では彼が確認している。その後、由美の死亡を聞き急いで遺体の確認に行く途中で運転する車が崖から転落し、駆けつけた救急隊員に「美々子が来た」と言い残して死亡した。
妹尾刑事（原作のみ登場）
世田谷署の刑事。20〜30歳くらい。本宮刑事が由美のいる精神病院にて死んだ（殺された）直後、2か月も先の2月10日10時49分の予告電話を受ける。杏子にかかってきた死の予告電話を回避するため、彼なりにできる限りのことをするかたわら2か月間捜査を続け、行方不明の中村由美を追い続けたが2月9日になって由美から電話がかかってくる。まだ1日あると思って由美に会いにいったが、予定時刻より早く死ぬことになった。

## 着信アリ2

### ストーリー
前作から約1年後の話である。自分を助けた山下弘（堤真一）を殺害した中村由美（柴咲コウ）は精神鑑定の結果、不起訴になり精神科に措置入院させられた。しかし彼女は本宮勇作（石橋蓮司）を殺害後失踪し、今は行方知れずである。
一年も経っているにもかかわらず未だに、水沼美々子が関与したと思われる着信に寄る死亡事件は続いていたが口の中から赤黒い飴玉が出ず、代わりに胃の中から台湾産の微量の石炭が発見されたり、携帯も持っていない人が犠牲になったりするなど少しずつ変化を見せていた。そんな中、保育士の奥寺杏子（ミムラ）のまわりでも、死の予告電話によって犠牲者が続出する。やはり1年前の呪いはまだ終わってはいなかったのだ。そして杏子自身にも死の予告が着信される。
大きく取り乱すも杏子は恋人の桜井尚人（吉沢悠）と死の予告電話の真相を追うジャーナリストの野添孝子（瀬戸朝香）とともに死の呪いの元凶に迫った。孝子は死の予告電話の元凶とされる水沼美々子について調べ上げた。美々子は望まれて産まれてきた子ではなく、母親のマリエと実の父親の間に性的虐待によって産まれた子だということが分かった。そして一連の事件のルーツは台湾にあると知り、台湾まで行くことになった。死の予告を受けた杏子自身も、台湾に向かう。
台湾でも日本と同様のあの死の着信事件が多発していて孝子の元婚約者である弁護士のチェン・ユーティンの助けを借り、ルーツを探る3人。そこで杏子たちは呪われた村から、唯一生還した盲目の老婆ガオ・スウメイから、リリィ（映画版ではリー・リィー）という少女に関する80年前に起こった悲惨な事件の驚愕の事実を知ることになる。

### 登場人物

#### 主要人物
奥寺杏子 - ミムラ
本作のヒロイン。「さくら保育園」に勤務するチャイルドセラピストを目指す保育士。内山まどかの死体を確認した場で長い髪の少女（美々子かリー・リィー）に会う。その直後 2月11日21時10分の予告メールを受ける。一連の事件が台湾に関係があることを知り、桜井尚人、野添孝子とともに台湾に渡る。
リリィが封じられた炭坑に乗り込みリリィに会ったが尚人の機転により救われ、炭坑から無事に生還することができた。その後、病院で刑事に不可解な質問をされる。尚人と生まれ変わってもまた一緒になろうと約束した。
使用していた携帯はドコモF900iC（杏子を演じるミムラは、当時F900iCのテレビCMに出演していた）。
桜井尚人 - 吉沢悠
カメラマンを目指し世界を放浪する若者。恋人である杏子との結婚を考えている。「山平居」で働いていた所に、主人のジェンフォンの謎の死に遭遇する。その後、野添孝子などを通して1年前に起こった死の予告電話について知り、事件に巻き込まれていく。杏子の元に予告電話がかかり助けようと台湾に渡る。
リリィの封じ込められた炭坑を爆薬で崩すなどの活躍を見せるが、杏子の死亡予定時刻が近付いたときに携帯電話を持っていなかったジェンフォンの死の謎に気付く。杏子の死亡を知らせる電話が鳴ったとき、代わりに尚人が電話を受け取り内容を聞いたことで杏子の身代わりとしてリリィに殺されて、連れて行かれた。その後、孝子と共に死体で発見される。 映画版では炭鉱を崩すシーンはなく、炭鉱から脱出した先の電波塔の下で杏子の身代わりになる。その際に電話から聞こえた「生まれ変わっても一緒になろう」という約束を杏子と交わす。リー・リィに連れて行かれた後、警察が遺体を発見する。
使用していた携帯はボーダフォン（現・ソフトバンク）V801SH。

#### 重要人物（着信アリ2）
陳雨亭（チェン・ユーティン） - ピーター・ホー（何潤東）
台湾の弁護士。妻の孝子とは別居して2年になる（原作では元婚約者）。2月11日19時57分の予告電話を受けるが、直前まで隠し続けた。死の予告電話について調査していた友人のデータを解析し杏子達をサポートする。
死の予告電話を解決に導くために、自分の死ぬ時の記録をビデオテープに残した。予告時間と同時に何者かに果物ナイフで刺され死亡。しかし、ビデオカメラの映像を見ると殺害したのはリー・リィーではなく美々子と共鳴してしまった孝子だった。
使用していた携帯は三洋電機J89（台湾の携帯電話）。
野添孝子 - 瀬戸朝香
死の予告電話の謎を追うジャーナリスト。 23年前の夏、彼女が6歳の頃、2つ下の妹・順子（映画では双子の妹、真理子）と神社で遊んでいたとき、社務所で鳴り出した電話を妹に無理矢理取らせるが、なぜか恐怖を感じた孝子は妹を置いてその場から逃げ出してしまう。順子は行方不明となり後に川で死体が見つかり、以来その事件の責任を背負い続けていた。死の予告電話を執念深く追い続けている。また、父親は孝子だけを虐待していた。
台湾にいる元婚約者（映画では別居中の夫）のユーティンと連絡を取り合い、杏子や尚人をサポートし、炭坑に乗り込み美々子に会って気を失った。気がつくと、腕時計は19時11分で停止、辺りに果物ナイフが落ちていた。やはりユーティンの事が心配になった孝子はユーティンの部屋まで引き返したものの、浴槽でユーティンの遺体を見つけた。そのときユーティンのビデオテープを見て、彼を襲う自分自身の姿を目の当たりにし、自分がユーティンを殺したことを知る。さらに炭鉱内ですでに自身が美々子に殺されていたことも知る（その時点で美々子と共鳴してしまい新たな殺人鬼になった可能性がある）。物語の最後に口から赤黒い飴玉を取り出し、不気味な笑みを浮かべた。
映画版では炭鉱で気を失っている際に幼い真理子を助ける夢を見ており、気がついた後はユーティンのことが心配になり彼の部屋まで引き返す。ユーティンの部屋にたどり着き、時間を迎えても彼が無事であることから真理子が守ってくれたと安堵し、生還した杏子の病室で彼女を労わるが、日本からかかってきた電話で本宮刑事が昨日亡くなっている事実を知り、不安になってユーティンの部屋に戻る。部屋にあるビデオテープで先刻自分が引き返してきた際の真実を知り、浴槽でユーティンの遺体を発見、携帯の着信履歴と止まった腕時計の時間から自分は17時55分に炭鉱内で死んでいたことを思い出す。その後、口から赤い飴玉を取り出し、不気味な笑みを浮かべながらそれを捨てる。
使用していた携帯はボーダフォン（現・ソフトバンク）V801SA。
高淑梅（ガオ・スウメイ） - 小林トシ江
鬼口村に住む老婆。呪われた村の唯一の生存者で、リリィ（映画版ではリー・リィー）が生きていた頃の友達。80年前、リリィが死んだ後に届いた死を予告する手紙を読むことを拒み、両目を箸で突き刺して潰したことで難を逃れる。そのため目が一部凹んでいて灰色の目をしている。台湾での死の予告電話の発端やリリィについて杏子達に詳しく教える。日本語が話せる。
水沼浩子（映画では水沼サチエ） - 鰐淵晴子
水沼毬恵の母で美々子の祖母。訪ねてきた孝子に美々子の生い立ちや様子を聞かせ、元夫チャン・ウェイの居場所を教える。

#### 被害者（着信アリ2）
王健峰（ワン・ジェンフォン） - 大久保運
王美鳳（ワン・メイフォン） - シャドウ・リュウ（劉致妤）
新宿で「山平居」（サンピンジュ）という台湾料理屋をやっている父娘。2月7日、メイフォンが不在のときに鳴った彼女の携帯電話に、ジェンフォンが出てしまう。電話の内容はメイフォンの声や悲鳴、高温の油のはぜる音だったが、電話が切れた直後にメイフォン本人が現れ、その奇妙な電話の話はうやむやになる。その夜、メイフォンではなくジェンフォン自身がその電話の内容通りに熱した油の入った鍋をひっくり返し、揚げられて死んでしまう。ジェンフォンは携帯電話も持っておらず、一連の事件とのつながりはないかに思われたが、かかってきた死の予告電話を別の人が取ると電話を取った人が身代わりに死ぬという例だった。このとき、彼の口の中にはあの赤黒い飴玉がなかったが、代わりに台湾産の微量の石炭が胃の中から発見される。
メイフォンが使用していた携帯はドコモSO506iC。
中村幸子 - 今井久美子
中村由美の母親。幼少期の由美に対して虐待を行っていた。夫とはかなり仲が悪かった（後に離婚した）ようで、その腹いせとして由美を虐待していた模様。浜松市にあった家は由美が逮捕された夜に炎上したが、幸子の遺体などは見つからず行方不明のままだった。取材に来た孝子によって中村家の墓石の下で死後4か月経過した幸子の遺体が発見された。衰弱死で墓石の下で数週間生きていたと見られる。不思議なことに死体の握っていた携帯電話は電池切れしていなかった。さらに長年の雨によって風化して墓石が軽くなっていたのにもかかわらず、脱出しようとしなかった。映画版では由美の回想に登場するだけで、安否は定かではない。
内山まどか - ちすん
「さくら保育園」に勤務する保育士。杏子と尚人の関係をはやし立てるような行動もしばしば。原作では、2月8日18時1分に予告された。奥寺杏子とテレビ電話で通話中に杏子がまどかの後ろにうごめく何かに気づくが、まどかは気づかず、その後、自宅のバスルームで身体が携帯を折りたたんだ状態（正確には立った状態で腰の骨を骨折し、上半身と下半身の中心で折り畳まれたような状態）で死亡しているのを発見される。
使用していた携帯はドコモP900i。
チャン・ウェイ - 天現寺竜
水沼毬恵の父親で美々子の祖父（原作では実父）。原作では娘の毬恵をレイプし妊娠させてしまう。映画版では毬恵をレイプしていた男を殺してしまい逮捕される。水沼サチエによると事件後頭がおかしくなり「女の子が自分を殺しにくる」と怯えていたらしい。出所後、母国の台湾に帰国した。孝子が彼に会いに家を訪ねたが既に死亡しており、遺体は携帯電話をにぎりしめてミイラ化していた。
映画版では、7月18日18時1分に予告された。死に方や日時は原作とほぼ同じ。

## 着信アリFinal

### ストーリー
安城高校2年C組は修学旅行で韓国へ出港した。生徒達はフェリーの甲板で楽しそうにビデオを撮ったり、はしゃぎ回るが、草間えみり（黒木メイサ）はどこか浮かない顔をしていた。小学校時代からの幼馴染みである親友の松田明日香（堀北真希）がいじめにあっていて、修学旅行に一人参加していなかったからである。
その夜、船室には数人の生徒が集まり、怪談話で盛り上がっていた。と、その時、ある女子生徒の携帯電話から奇妙な着メロが鳴り響く。発信元はその生徒のもので、しかも着信時刻は未来の時刻だった。さらに首を吊った自分の姿が写っていた。もちろんそのようなことが出来る生徒は誰一人としていなかった。その生徒は誰かのいたずらだろうと思い、奇妙な着信を放置した。数年前に人々を恐怖のどん底に陥れたあの「死の予告電話」だったということも知らずに。
その生徒は予告通り、かつてイジメを苦に自殺したパムと同じく首を吊り、死んでしまった。それを皮切りに、その後も次々と死の予告電話が生徒たちを襲い、着信を受けた生徒は一人、また一人と次々に不可解な死を遂げてしまう。そして、その着信を受けた生徒が、かつてパムをイジメていた生徒ばかりだったことから、「パムの呪い」と呼ばれるようになった。
一度着信を受けると決して死の予告からは逃れられないのだが、一つだけ逃れる方法があった。それは「転送スレバ死ナナイ」というものであった。もし死の着信を受けたとしても、誰かに転送すればその死の運命から逃れられるという。しかし転送を受けてしまったものは、その死の着信はもう誰にも転送できないのである。その呪いにより、楽しいはずだった修学旅行は修羅場と化した。誰かに転送して死の運命から逃れた者もいれば、転送せずにそのまま予告通りに死んだ者もいた。中には転送して助かったものの、精神がおかしくなり入院した者や、自分が恨んでいた者に転送して助かると同時にその恨みを晴らす者もいた。2年C組は、誰に転送するかを巡りパニックに陥っていく中、えみりは心身共に疲れ果てるも韓国人のボーイフレンド、アン・ジヌ（チャン・グンソク）とともに「死の予告電話」の元凶にせまる。
必死に元凶を究明した結果、死の予告電話は、どうやら日本から発信されているらしい。しかも明日香の部屋からである。死の呪いは明日香がかけているのではないかと思われたが、アンは死の予告電話の元凶は水沼美々子という少女であると知る。アンはこのことについてある提案をえみりにぶつけた。明日香が美々子や見捨てられて死んで行った者たちに操られていて、いやその元凶達が明日香のパソコンのインターネット回線に取り付き、それを通じて死の予告を送っているとすれば、そのパソコンに大量のメールを送り込み、フリーズさせて予告を送れないようにすれば良いのではないかというものだった。
これを聞いたえみりたち2年C組の生徒達は最後の望みをその作戦に託し、韓国の人々に身振り、素振りで協力を呼びかける。中には韓国人に日本語で助けを求めている生徒もいた。えみりも右手に日本製の携帯、左手に韓国製の携帯を持ち、友達や家族達のアドレスなどいるだけの人々のアドレスをスクロールし、「助けて下さい。死の予告電話によって何人もの生徒が死んでいます。呪いの伝染を止めるためにパソコンをフリーズさせたいのです。このアドレスにできるだけメールを送って欲しいのです。もしあなたで止めてしまえば、大切な人に呪いの予告が来るかもしれません」と送った。同様にアンもパソコンを通し、世界中の人々のパソコンに明日香のアドレスを送った。それらを見た人々は、「ねえ?これ、マジやばそうなんだけど?」、「おっしゃ!止めてやろうじゃないか!その死の呪いとやらを!」と送る人もいれば、「私も協力して止めます。だから諦めないで下さい!」「霊とか怨念なんかに負けないで!」という励ましのメールを明日香に送る人もいた。そして、その情報は瞬く間に世界中に広がった。そして運命の瞬間、安城高校の生徒達はパソコンを使い、一斉に明日香のパソコンにメールを送った。

### 登場人物（着信アリFinal）
生徒・教師全員が韓国でドコモN900iGを使用していた。また、一部生徒がN902iまたはF902iのいずれかを所持していた。

#### 主要人物
松田 明日香 - 堀北真希
本作のヒロイン。
恐らく美々子から最初の着信を受ける。えみりの小学校時代からの幼馴染みであり、親友でもある。クラスでいじめを受けていたため、修学旅行に参加していない。クラスメイトからは「パム」（映画版のみでの設定）というあだ名で呼ばれていた。もともと「パム」というあだ名ではなく、あだ名も長かったのだが、呼び難かったために「パム」となったらしい（原作では彼女ではなく、「湯川 公子」という女子生徒で、そのあだ名の由来は彼女の名前を分解したものと「スパム」という言葉を合わせて付けられたものである）。
当初は呪いの被害者がこれまで明日香をいじめてきたクラスメイトばかりだったことと作中の描写（明日香がパソコンの画面越しからクラスメイトの無惨な死に様を見て嘲笑う）から、彼女がいじめの復讐のためにパソコンを通して2年C組の生徒の携帯に死の予告電話を送り続けていた殺人鬼と思われ、クラスメイト達は死の予告電話を「パムの呪い」と呼んでいた。
しかしそれらは全て明日香に化けた美々子が行っていたもので、本物の明日香は首吊りによる自殺未遂で病院に入院していた（明日香が夜中の学校で首吊り自殺を図った際、幸いにも用務員に発見されたのが早かった）。今まで意識不明だったが、えみりの決死の呼び掛けで目を覚まし、韓国での死亡事件を知った彼女は今までの犠牲は全部自分のせいだと思い、今までいじめからかばっていたえみりにつらいのは十分に分かっていたから、もう自分を責めたりしないようにと言い残し、美々子を連れて、美々子が行くべき所にえみりの代わりに行こうとする。だがアンたちが土壇場で思いついた方法によって美々子の魂が消滅し、生還する（しかし、ほとんどはえみりとの友情が美々子の邪悪な力を上回ったからこそ生還したという面も大きい）。その後えみりと一緒に約束していた海へと出掛けた。
一方原作では、パソコンのサイトで知り合った「mimiko」と名乗る人物からの協力で、いじめの辛さにより自殺した湯川公子（原作でのパム）の仇として死の予告電話を恨みを籠めて送っていた。が、アンは明日香と知り合った「mimiko」という人物は「水沼美々子」のことではないか、彼女がインターネットを通じて死の予告電話を送っているのではないか、彼女はその美々子に操られて死の予告電話を送っているのではないかと考え、安城高校の生徒たちとえみりと共にスパムメール作戦を実行したことにより、目を覚ました。その後に、美々子によりパソコンが再起動し、直後、えみりと共に見た夢の中で美々子に自分の携帯に転送させるように言ったが、二人の友情が美々子の魂と彼女と同じ境遇によって今まで死んだ人たちの恨みを消滅させていき、生還する。その後、えみりと共に約束していた海に出掛ける。こう見れば、死の連鎖を食い止めたのは彼女とえみりとも言える。
映画版では明日香のパソコンは大量のメールを受け、爆発した。
草間 えみり - 黒木メイサ
本作のもう一人のヒロイン。
最後の着信を受ける。明日香の昔からの親友。修学旅行にて起こった死の予告電話により、クラスメイトが次々と死んでいくのを目の当たりにし、もはや精神の限界寸前にまで追い詰められるも、ボーイフレンドのアンと共に死の予告事件の元凶に迫っていた。その時明日香のいじめは自分のせいだと気付き、それを怒って死の着信を送っていると思い、そこで自分は死の予告を受け入れ、誰にも転送しないで自分の犠牲で終わらせようと美々子を連れて行こうとする。
実は当初、えみり本人がいじめを受けていて、それを見かねた明日香が彼女を庇ったことで、今度は明日香自身が酷くいじめられるようになり、明日香を助けようにも再びいじめられることを恐れて助けることができず、「明日香はクラスの誰よりも私のことを恨んでいる」と強い罪悪感に苛まれていた。死の着信が来たときに死を覚悟していたが、土壇場でアンたちのスパムメール作戦を提案し、活躍によって美々子の魂が消えたため、生還する（彼女も、明日香との強い友情があったからこそ生還出来たのであるとの見方が強い）。
映画版はラストで日本に帰国し、明日香と約束していた海に出掛けるが、自らを犠牲にしたアンを目の前で失ったショックで病気になってしまったためか、車椅子に乗った姿であった。彼女も明日香との友情で死の連鎖を止めたと見られる。

#### 被害者
楠木あずさ - 天川美穂
最初の犠牲者。3班の女子生徒で、友香らとのグループで明日香をいじめていた。船内の部屋で着信を受け、翌日の昼にパム（映画版では明日香、原作では自殺した湯川公子のあだ名）と同じ首吊り死体となって発見される。あずさに届いたメールは、明日香からの転送であった。
三上 輝也 - 山根和馬
2番目の犠牲者。2班の男子生徒。かなりのいじめっ子で、よく丈弘や他の男子達とつるんで明日香や信一をいじめていた。呪いの着信を全く信じようとしなかったが、トイレに行って一人になった後、携帯に映った自分と同じ行動をし、電柱から落ちて来た電線に首を絡められ感電死。その後、首が焼け爛れた状態で発見される。
原作では、トラックに突っ込まれて死亡。
川中 瑞江 - 橋本真実
3番目の犠牲者。3班の女子生徒。いじめには積極的で、友香らと共に明日香をいじめていた。争いの末に友香から転送を受け、ベッドの下に引きずり込まれる。だが遺体はベッドの下ではなく、後に赤池が閉じ込められるクローゼットの中で、体の関節が通常と逆に折り曲げられた状態で発見された。
原作でもベッドの下に引きずり込まれ、関節を折り曲げられて殺されるが、赤池と共にミストサウナで発見される。
赤池 徹 - 村上雄太
4番目の犠牲者。6班の男子生徒で、いじめには消極的。死の予告を受け、転送されることを恐れた速人たちにクローゼットに閉じ込められてしまう。その中で変わり果てた瑞江の遺体を発見し、謎の力によって体を不自然に折り曲げられて死亡。
原作ではミストサウナに閉じ込められ、何者かに首と胴体を引きちぎられて死亡。
矢澤 みのり - 朝倉えりか
5番目の犠牲者。1班の女子生徒。他人の彼氏に目をつけるクセがあり、現在は真理の元カレである浩之と付き合っている。その浩之を奪われて恨んでいた真理に転送され、乾燥機の中で頭部と胴体が切断された上に焼け爛れた状態の遺体で発見される。
原作では乾燥機の中で白目をむいた状態で発見される。
木部 義孝 - 板尾創路
6番目の犠牲者。えみりたち2年C組の教師。クラス内で起こるいじめに無関心な事なかれ主義で呪いを信じていなかったが、本心では己の身を守るために口実を付けて生徒達から携帯を取り上げていた。しかし物置に隠れていた楓の存在に気づかず、既に着信を受けていた楓に転送され、エレベーター内で右手に自らの心臓を握った状態の遺体で発見される。
原作では着信を受けておらず、死亡していない。また、生徒から携帯を取り上げていたのは信一である。
松本一郎（原作のみ登場）
原作での6番目の犠牲者。体育教師で応援団出身。あだ名は「キヨシ」。
死の予告電話の存在を信じなかったため、「もし、そんな着信が来たら、俺に転送しろ」と豪語してしまい、既に着信を受けていた楓が彼に転送。そして為す術もなく、エレベーターにてスプリンクラーのように体から大量の血が噴き出して死亡した。
小泉 丈弘 - 山方隆士
7番目の犠牲者。2班の男子生徒。輝也と同じくいじめっ子で、よく輝也や他の男子達とつるんで明日香や信一をいじめていた。だが、いつもいじめていた信一から今までの復讐と言わんばかりに転送を受けた直後、大量の鶏の羽を吐いて死亡。
原作では部屋に閉じこもる信一に消火器を浴びせ、ひるんだ隙にドアをこじ開けようとしたが、携帯を取られているため他の生徒は協力を躊躇い、その間に転送されてしまい、鶏の羽を吐いた後、大量に吐血し死亡。その際、頬の肉片が飛び散っている。
アン・ジヌ - チャン・グンソク
死の予告電話における最後の犠牲者。えみりのボーイフレンドで、韓国に住んでいる。耳が聞こえないため話せない。
えみりやその友達と共に呪いの元凶を探り、遂にその元凶が美々子であると突き止める。さらにその美々子が明日香のパソコンに潜んでいるとも知ったため、彼女のパソコンをフリーズ出来れば呪いの連鎖が食い止められるのではと思い、人々に協力を呼びかけて大量のメールを送り込み、美々子を消滅させるなどの活躍を見せる。しかし最後は着信を受けたえみりを救うため、えみりの携帯から自ら転送した直後に吐血して死亡。
原作での彼は、安否が定かではない。
なお、映画のクレジットなどでは、チャン・グンソクの名前がジャン・グンソクと表記されている。

#### その他の被害者
ここから紹介する被害者は、死の予告を受けたが転送して助かった者、もしくはその他の被害者である。
真鍋 友香 - 高橋あゆみ
3番目に着信を受ける。3班で瑞江たちのグループの一人。いじめには積極的で、あずさらと共に明日香をいじめていた。激しい争いの末、瑞江に転送し助かるが、精神崩壊を起こし、事件後にその場に居合わせた同じ班の美保、恭子と共に入院。
原作ではおっとりとした性格で、瑞江らとつるんではいるが消極的。
島崎 真理 - 上脇結友
6番目に着信を受ける。1班の女子生徒で、えみりの友人。いじめには消極的。以前は明日香とも仲が良かったが、彼女がいじめを受けるようになってからは見て見ぬ振りをしていた。
浩之をみのりに奪われた恨みでみのりに転送して助かるものの、浩之から「最低だなお前、この人殺し!」と非難される。その後の動向は作中で描かれていないため不明。
立花 楓 - 矢田千夏
8番目に着信を受ける。5班の女子生徒で、いじめには消極的。嫌がる生徒から無理矢理携帯を取り上げる木部に失望し、「馬鹿な大人は死んで下さい!」と語り、物置に隠れて転送し助かる。
その後は死の着信を止めるためにえみりに協力し、同級生らと共にネットカフェへ立ち寄ってその場の客に協力を仰いだ。
原作では、体育教師の松本一郎に転送をする。
今原 信一 - 栩原楽人
10番目に着信を受ける。2班の男子生徒。かなり陰気でいつも薄気味悪く笑っているため、丈弘や輝也を中心としたクラスの男子達からよくいじめを受けていた。
木部（原作では松本）の死体を発見した直後に着信を受け、それを聞いた生徒たちに追われる。携帯を取られそうになるがギリギリのところで丈弘に転送して助かると同時に、これまで自分をいじめてきた主犯格である丈弘への復讐を達成し狂喜していた。その後の動向は作中で描かれていないため不明。
原作では他の生徒の携帯を盗んで部屋に閉じこもり、こじ開けようとする耕平達に転送すると脅して言いなりにしていた。
高梨 奈津子 - 恒吉梨絵
深掘 夕紀 - 内藤有紗
1班の女子生徒。
武井 耕平 - 川本貴則
2班の男子生徒。いじめには積極的で、信一をよくいじめていた。夜中のフェリーにて怖い話をした。
原作では信一に転送すると脅されたために土下座して謝り、助かる。
久本 健介 - 石田勇大
2班の男子生徒。いじめには積極的で、信一をよくいじめていた。
及川 美保 - 松本夏空
佐々木 恭子 - 池田寿奈
3班で瑞江たちのグループの一人。いじめには積極的で、あずさらと共に明日香をいじめていた。瑞江が引きずり込まれる現場を目撃し、友香と共に入院。
塚本 浩之 - 森岡龍
4班の男子生徒。真理の元彼だが優柔不断で、現在は真理の友人のみのりと付き合っている。しかし、みのりに転送した真理を一方的に人殺しと非難した。
その後は死の着信を止めるためにえみりに協力し、同級生らと共にネットカフェへ立ち寄ってその場の客に協力を仰いだ。
小林 秀樹 - 宇賀那健一
4班の男子生徒で、浩之の友人。原作ではえみりのことが好きな様子だが、アン・ジヌの存在を知っていた。死の着信を止める為にえみりに協力し、同級生らと共にネットカフェへ立ち寄ってその場の客に協力を仰いだ。
松野 明彦 - 板橋春樹
茂呂 宗和 - 荒川優
4班の男子生徒。
藤沢 めぐみ - 佐藤麻優
綿谷 ユリ - 高安祐希
中山 陽子 - 尾畑美依奈
遠山 明子 - 井上春乃
5班の女子生徒。
川崎 行雄 - 渋谷圭祐
6班の男子生徒で、クラス委員。
宮木 速人 - 岩井涼人
村井 孝治 - 石嶌弘忠
石川 重明 - 五十畑迅人
6班の男子生徒。
園田 美咲 - 野田よし子
安城高校の女教師。原作でのフルネームは不明。嫌がる生徒から無理矢理携帯を取り上げる木部を諌めるが、木部とエレベーターに乗った時に木部の本心を知り、自分の携帯も没収されかける。その後の動向は作中で描かれていないため不明。
原作でのこの役柄は松本と大澤である。
大澤（原作のみ登場）
安城高校の男性教師。木部や松本と同じく呪いを信じていなかったが、松本とエレベーターに乗っており、死亡現場を目撃していたため、精神が破壊し「呪いだ」と呟いていた。

## 本作の殺人鬼

### 水沼美々子
演：大島かれん（Finalのみ大島かれんと吉永毎莉奈）
小学校高学年くらいの髪の長い少女。無口な性格（原作では結構しゃべっている）。霊として登場した回数は少ない（手だけであったり、顔だけ見えていたり髪の毛だけの時などが多いため）。母方の祖母水沼サチエ曰く、生前から薄気味悪い子だったらしく、映画版では母親のマリエも生んだことを後悔したこともあった様子。
水沼マリエが偶然押し入ってきた男に性的暴行を加えられて生まれた娘（原作では父親のチャン・ウェイに性的虐待を受けて産まれた子）で、チャン・ウェイはその男を刺し殺した罪で刑務所暮らしを送っていたことが孝子の調査で判明した。妹の菜々子は、マリエがホステスのバイトをしてそのバイトの客の一人と出来た子供とのこと。喘息を患い、母親のマリエ（原作では毬恵）に加賀見病院に何度も運ばれており、そのことが発端となり「母親からの愛を一身に受けたい」と思うようになる。妹の菜々子を虐待し、自ら看病してマリエの前でいい姉を演じることに喜びを感じていた。
しかし、2002年12月24日に菜々子の腕を包丁で斬りつけた所をマリエに見つかり（当のマリエは彼女が代理ミュンヒハウゼン症候群ではないかと推測した上で、彼女の虐待を薄々感付いていた様子）、怒ったマリエが美々子から自分の携帯を無理矢理に取り上げて菜々子を病院に連れて行こうとする際に喘息の発作が起きるがマリエに見捨てられる。そのことで悲しみや憎しみを抱き、誰の助けも得られずに悶え苦しみながら死亡（映画版では、リリィの呪いの被害者の一人として語られている）。それが発端となり、その後の日本で起きていた死の予告電話の事件に多く関与した。
かなりの念力の持ち主で、大人を簡単に吹き飛ばしたり、引っ張ったりしてしまうほどの威力である。死の予告電話での殺人が多いが、美々子の霊が自ら出向いて直接殺人をする場合もある（美々子が現れる時は、喘息用の呼吸器の音がする）。また他の人間に乗り移ったり、化けて殺人を行うこともある。以前虐待されていた人物などは彼女と共鳴（自ら内なる悪魔を覚醒させてしまう）し、新たな殺人鬼となることもあるが、魂を吸収されたり肉体を借りるために利用されることもある。美々子の呪いの被害者の口には共通して赤黒い飴玉が残っている。これは美々子が生前、妹の菜々子を虐待した際に「早く良くなってね」と言いながら毎回あげていた物である。また死の予告電話のメロディーは美々子が好きだった子供番組の曲が元となっていて、菜々子が持っているくまのぬいぐるみはお腹を押すとその曲が流れる。
『着信アリ』では母親のマリエに虐待されて死亡した少女として主人公の由美に推理されたが、本当は美々子が妹の菜々子を虐待しており、菜々子の持っていたビデオテープの映像（マリエが隠し撮りした物）で判明した。そのことを知った山下は由美を助けに行くが、由美のマンションに着いた頃には既に由美は美々子と共鳴してしまっており、山下は美々子と共鳴した由美にナイフで刺され、旧加賀見病院にて果物ナイフ（原作ではカミソリ）で喉を裂かれて死亡した。
『着信アリ2』ではあまり登場しなかったが、美々子の誕生の秘密が明らかになり、リー・リィー（原作ではリリィ）の呪いがその後に死んだ美々子と共鳴し、それが美々子が殺人鬼になるきっかけを作ったと思われる。『着信アリ』で美々子と共鳴した主人公の中村由美は水死体で発見された（原作は妹尾刑事と共に）ことが分かった。そして、ジャーナリストの野添孝子を台湾で殺害し、孝子とも共鳴したと思われる。
『着信アリFinal』では主人公・松田明日香に化けて（原作では明日香の体を借りて）彼女のパソコンで殺人を行っていた。しかし、アンたちの活躍によって明日香のパソコンに送り込まれた大量のメールが原因で彼女が潜り込んでいたパソコンがフリーズ、ショートしてしまい爆発四散したことと、もう一人の主人公のえみりと明日香の強い友情の力により成仏というよりは彼女の魂そのものが完全にこの世から消滅してしまった（原作では2人のどちらかの携帯に転送させようとするが、えみりと明日香の友情の力によりいつの間にか消えていた。成仏したのか、魂がこの世から消滅したかは不明）。

### 李麗（リリィ）＜映画版ではリー・リィー＞
演：小泉奈々
台湾の炭坑の侯硐の近くの村で生まれた殺人鬼。 体が小さいのにもかかわらず美々子と同じような強い念力を持ち、他人にも化ける事が可能である。リリィの呪いの被害者の胃の中には共通して微量の炭が検出されている。
原作ではある程度喋っていたが、映画版ではあまり喋っていない。7～8歳の陰気な子どもで、村の子ども達からイジメの標的にされた。リリィは村に井戸水を媒介とする伝染病が流行ったとき村人達の死を予告するようになり、彼女に予告された村人は伝染病により次々に死んでいく（孝子は「リリィは元々呪い殺す能力はなく、人の死期が見えるだけだったのではないか」と推論している）。村人はそれをリリィによる呪いと勘違いし、彼女の口を針と糸で縫いつけ炭坑に封印してしまう。リリィは炭坑の中で 約50日間もがき続けて苦しみながら死んだ。その直後に村人達宛に受け取り人の筆跡で死を予告する手紙が出回り、手紙を読まなかったガオを除いて村は全滅した。
杏子と尚人の前では口元を糸で縫い合わせた少女の姿で現れ、坑道に乗り込んできた杏子を捕らえて、尚人を太い針で刺したり、切りかかったりして襲い掛かった。その後、二人を電波塔まで追いかけ回した末、杏子の身代わりとなった尚人を殺害し、どこかへ連れて行ってしまった。その後の行方は不明。美々子との関連はあまり語られなかったが、リリィの呪いがその後に死んだ美々子と共鳴し、それが美々子が殺人鬼になるきっかけを作ったと思われる。

## お化け屋敷
いずれもウォークスルータイプ。それぞれの映画版を基にしている。
- 東京ジョイポリス『着信アリ2特別編』
- 東京ジョイポリス『着信アリFinal特別編』

## テレビ番組
- 日経スペシャル ガイアの夜明け 日本映画の逆襲（2005年5月10日、テレビ東京）[6]。- 角川グループのアジア進出を取材。